# Tim Chow
Timothy Alexander Chow est un footballeur  taïwanais, né le 18 janvier 1994, à Wigan. Il joue comme milieu de terrain au Chengdu Rongcheng FC.

## Carrière en club
Le 25 août 2016, il rejoint le club de Ross County.

## Palmarès
- Champion d'Angleterre de League One (D3) en 2016 avec Wigan Athletic